# NGC 1232
NGC 1232 est une vaste galaxie spirale intermédiaire de grand style située dans la constellation de l'Éridan.  Avec ses bras spiraux importants et bien définis, on pourrait la qualifier de galaxie spirale de grand style. NGC 1232 a été découverte par l'astronome germano-britannique William Herschel en 1784.

## Caractéristiques
La classe de luminosité de NGC 1232 est III et elle présente une large raie HI. Elle renferme également des régions d'hydrogène ionisé.
En raison d'une brillance de surface égale à 14,11 mag/am2, on peut qualifier NGC 1232 de galaxie à faible brillance de surface (LSB en anglais pour low surface brightness). Les galaxies LSB sont des galaxies diffuses (D) avec une brillance de surface inférieure de moins d'une magnitude à celle du ciel nocturne ambiant.

### Distance
Sa vitesse par rapport au fond diffus cosmologique est de 1 443 ± 11 km/s, ce qui correspond à une distance de Hubble de 21,3 ± 1,5 Mpc (∼69,5 millions d'al).
À ce jour, 19 mesures non basées sur le décalage vers le rouge (redshift) donnent une distance de 15,432 ± 3,792 Mpc (∼50,3 millions d'al), ce qui est tout juste à l'extérieur des valeurs de la distance de Hubble. Notons cependant que c'est avec la valeur moyenne des mesures indépendantes, lorsqu'elles existent, que la base de données NASA/IPAC calcule le diamètre d'une galaxie et qu'en conséquence le diamètre de NGC 1232 pourrait être d'environ 61,5 kpc (∼201 000 al) si on utilisait la distance de Hubble pour le calculer.

### Luminosité dans l'infrarouge
La luminosité de NGC 1232 dans l'infrarouge lointain (de 40 à 400 µm)  est égale à 1,62 × 1010 {\displaystyle L_{\odot }} (1010,21{\displaystyle L_{\odot }}) et sa luminosité totale dans l'infrarouge (de 8 à 1 000 µm) est de 1,91 × 1010 {\displaystyle L_{\odot }} (1010,28{\displaystyle L_{\odot }}).

## Amas de l'Éridant
NGC 1232 appartient à l'amas de l'Éridan.

## NGC 1232A
La distance de Hubble de PGC 11834 (NGC 1232A sur NED) est de 95,0 ± 6,7 Mpc (∼310 millions d'al), soit environ plus de quatre fois plus loin que NGC 1232. Ou cette distance est totalement erronée ou l'affirmation que PGC 11834 est un compagnon de NGC 1232 est fausse. Cependant, avec son compagnon apparent, NGC 1232 forme l'objet ARP 41.

## Galerie

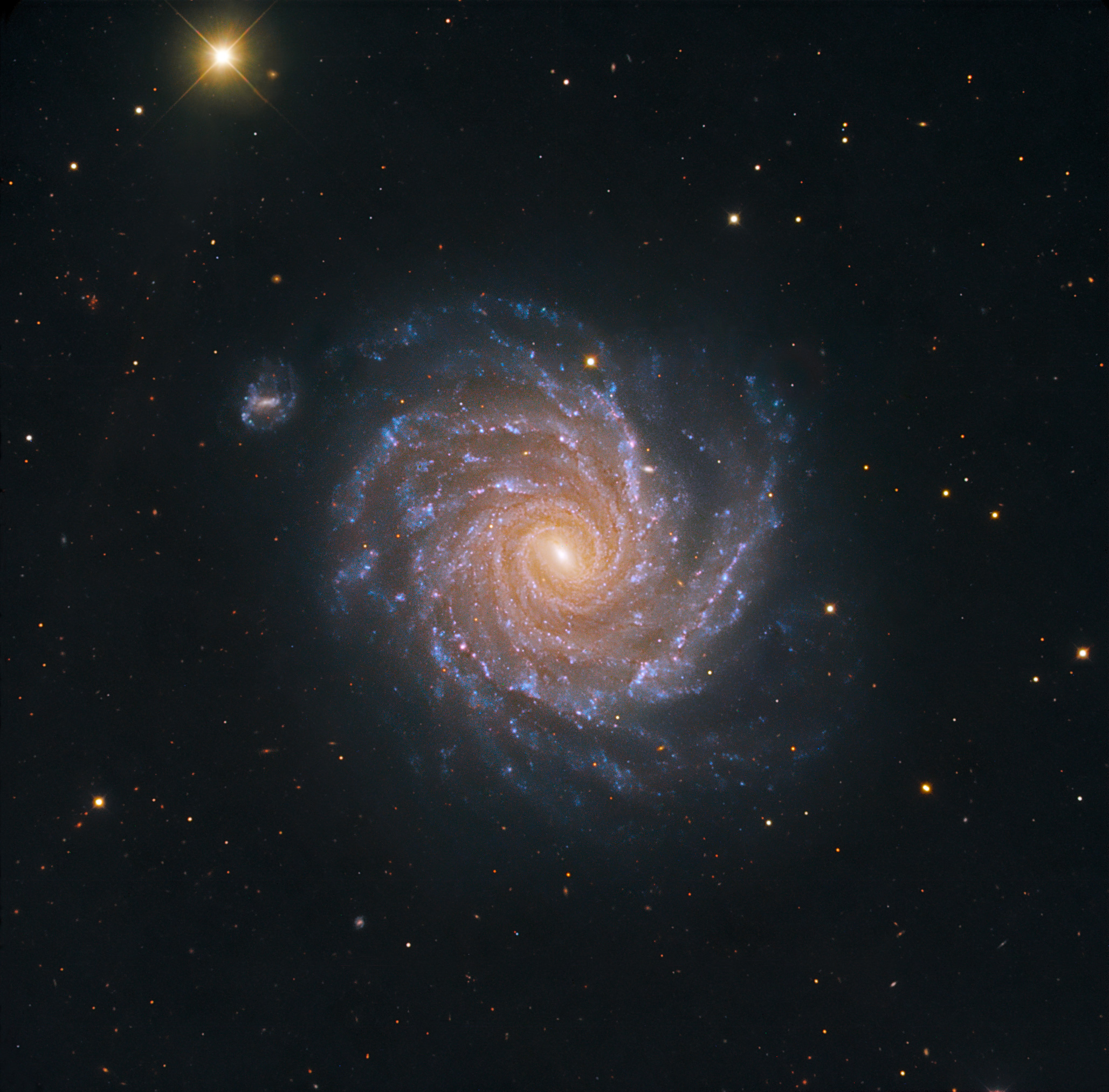
NGC 1232 par le télescope danois de 1,5 m de l'Observatoire de La Silla, au Chili.
NGC 1232 par l'ESO.